# Palaos aux Jeux olympiques d'été de 2000
Cet article contient des informations sur la participation et les résultats du Palaos aux Jeux olympiques d'été de 2000, qui ont eu lieu à Sydney en Australie. 

## Résultats

### Athlétisme
100 m hommes
- Christopher Adolf
  1. 1er tour - 11 s 01 (éliminé)

100 m femmes
- Peoria Koshiba
  1. 1er tour - 12 s 66 (éliminée)

### Haltérophilie
Femmes
| Athlète       | Compétition    | Arraché | Arraché | Arraché | Épaulé-jeté | Épaulé-jeté | Épaulé-jeté | Total | Rang |
| Athlète       | Compétition    | 1       | 2       | 3       | 1           | 2           | 3           | Total | Rang |
| ------------- | -------------- | ------- | ------- | ------- | ----------- | ----------- | ----------- | ----- | ---- |
| Valerie Pedro | Moins de 69 kg | 70.0    | 75.0    | 75.0    | 87.5        | 87.5        | 90.0        | 160.0 | 14   |

### Natation
50 m nage libre hommes
- Anlloyd Samuel
  - Série : 27 s 24 (éliminé)

100 m nage libre femmes
- Nicole Hayes
  - Série : 1 min 00 s 89 (éliminée)